# Mantova Football Club 2016-2017
Questa voce raccoglie le informazioni riguardanti il Mantova Football Club nelle competizioni ufficiali della stagione 2016-2017.

## Stagione
Nella stagione 2016-2017 il Mantova disputa il quarantunesimo campionato di terza serie della sua storia, facendo parte del girone B della Lega Pro.
In Coppa Italia di Lega Pro i virgiliani si fermano alla fase a gironi, classificandosi terzi nel gruppo C dietro al Venezia
qualificato al turno successivo, e al Santarcangelo.
Alla quindicesima giornata, dopo la sconfitta casalinga col Gubbio (0-3), con la squadra biancorossa ultima in classifica con 9 punti viene esonerato l'allenatore Luca Prina, sostituito dal vice Gabriele Graziani. Il girone di andata si chiude ancora all'ultimo posto con 15 punti. La svolta arriva nel girone di ritorno, chiuso con 25 punti, appena sufficienti per agguantare l'obiettivo stagionale. Infatti al termine del torneo il Mantova si classifica al quindicesimo posto con 41 punti, appena sopra la zona Play-out, mantenendo la categoria.

## Organigramma societario
Area tecnica
- Allenatore: Luca Prina (1ª-15ª), Gabriele Graziani (16ª-38ª)
- Allenatore in seconda: Gabriele Graziani (1ª-15ª)
- Preparatore atletico: Corrado Merighi
- Preparatore atletico giovanili: Mino Malatrasi
- Preparatore portieri: Michele De Bernardin
- Preparatore portieri giovanili: Mirko Bellodi
- Fisioterapista: Paolo Belingheri, Moreno Benedini, Marcello Croci
- Medico sociale: Enrico Ballardini
- Responsabile settore giovanile: Stefano Cortesi
- Direttore tecnico settore giovanile: Stefano Rossi
- Direttore tecnico settore giovanile: Elia Pavesi
- Responsabile attività di base settore giovanile: Alessandro Zaninelli
- Consulente di mercato: Michele Cossato

## Divise e sponsor
Lo sponsor tecnico è Givova, mentre quelli ufficiali sono H1 CentroStudi e SDL CentroStudi (quest'ultimo sul retro della maglia).
La prima divisa è bianca con la tradizionale banda rossa, caratterizzata da una novità: questa è infatti composta da 11 bande sottili, che richiamano l'anno di fondazione della squadra, il 1911. Il medesimo schema si ritrova, a colori invertiti, sulla maglia da trasferta. La terza maglia è blu, con la banda trasversale composta da 6 strisce bianche e 5 rosse.
| Casa | Trasferta | Terza divisa |

## Rosa[6]
| N. |                    | Ruolo | Calciatore                |
| -- | ------------------ | ----- | ------------------------- |
| 1  | Italia (bandiera)  | P     | Francesco Bonato          |
| 2  | Italia (bandiera)  | D     | Andrea Bandini            |
| 3  | Italia (bandiera)  | D     | Samuele Romeo             |
| 3  | Italia (bandiera)  | D     | Daniele Donnarumma        |
| 4  | Croazia (bandiera) | C     | Dejan Školnik             |
| 5  | Italia (bandiera)  | D     | Luca Menini               |
| 5  | Spagna (bandiera)  | D     | Bambo Diaby               |
| 6  | Italia (bandiera)  | D     | Filippo Carini            |
| 6  | Algeria (bandiera) | D     | Abed Haouhache            |
| 7  | Italia (bandiera)  | C     | Roberto Zammarini         |
| 7  | Italia (bandiera)  | C     | Andrea Cittadino          |
| 8  | Italia (bandiera)  | C     | Silvano Raggio Garibaldi  |
| 9  | Italia (bandiera)  | A     | Mattia Marchi             |
| 10 | Italia (bandiera)  | C     | Gaetano Caridi (capitano) |
| 11 | Italia (bandiera)  | A     | Pietro Tripoli            |
| 12 | Italia (bandiera)  | P     | Luca Maniero              |
| 13 | Italia (bandiera)  | D     | Fabio Giacomi             |
| 14 | Italia (bandiera)  | A     | Luca Maccabiti            |
| 14 | Austria (bandiera) | A     | Renny Smith               |
| 15 | Ghana (bandiera)   | A     | Godfrey Baah Donkor       |

| N. |                      | Ruolo | Calciatore          |
| -- | -------------------- | ----- | ------------------- |
| 15 | Francia (bandiera)   | D     | Kévin Vinetot       |
| 16 | Ghana (bandiera)     | C     | Amidu Salifu        |
| 17 | Italia (bandiera)    | D     | Angelo Siniscalchi  |
| 18 | Italia (bandiera)    | C     | Ibrahima Senè       |
| 18 | Italia (bandiera)    | C     | Cristiano Ciccone   |
| 19 | Italia (bandiera)    | A     | Filippo Boniperti   |
| 20 | Argentina (bandiera) | D     | Juan Pablo Gargiulo |
| 21 | Italia (bandiera)    | D     | Andrea Boccalari    |
| 22 | Italia (bandiera)    | P     | Andrea Errera       |
| 22 | Italia (bandiera)    | P     | Alessandro Tonti    |
| 23 | Italia (bandiera)    | D     | Andrea Cristini     |
| 24 | Italia (bandiera)    | D     | Paolo Regoli        |
| 25 | Italia (bandiera)    | C     | Niccolò Rigon       |
| 25 | Francia (bandiera)   | A     | Ryan Laplace        |
| 26 | Francia (bandiera)   | C     | Enzo Di Santantonio |
| 27 | Italia (bandiera)    | C     | Michele Cavalli     |
| 28 | Italia (bandiera)    | A     | Francesco Ruopolo   |
| 28 | Brasile (bandiera)   | A     | Felipe Sodinha      |
| 32 | Italia (bandiera)    | A     | Matteo Guazzo       |

## Calciomercato

### Sessione estiva
| Acquisti | Acquisti               | Acquisti      | Acquisti                 |
| R.       | Nome                   | da            | Modalità                 |
| -------- | ---------------------- | ------------- | ------------------------ |
| P        | Luca Maniero           | Crotone       | prestito                 |
| D        | Andrea Bandini         | Inter         | prestito                 |
| D        | Andrea Cristini        | Pavia         | definitivo               |
| D        | Juan Pablo Gargiulo    | Marbella FC   | prestito                 |
| D        | Luca Menini            | San Marino    | fine prestito            |
| D        | Paolo Regoli           | Latina        | definitivo               |
| D        | Samuele Romeo          | Juve Stabia   | definitivo               |
| D        | Angelo Siniscalchi     | Pavia         | definitivo               |
| C        | Daniele Dalla Bona     | AlbinoLeffe   | fine prestito            |
| C        | Amidu Salifu           | Fiorentina    | prestito                 |
| C        | Ibrahima Senè          | Entella       | prestito                 |
| C        | Dejan Školnik          | ViOn Z.M.     | definitivo               |
| A        | Filippo Boniperti      | Alessandria   | definitivo               |
| A        | Alessandro De Respinis | Santarcangelo | fine prestito            |
| A        | Luca Maccabiti         | Rezzato       | definitivo               |
| A        | Ryan Laplace           | svincolato    | definitivo (da novembre) |
| A        | Valerio Anastasi       | Pistoiese     | fine prestito            |
| A        | Matteo Momentè         | Bassano       | fine prestito            |

| Cessioni | Cessioni               | Cessioni      | Cessioni       |
| R.       | Nome                   | a             | Modalità       |
| -------- | ---------------------- | ------------- | -------------- |
| P        | Marco Albertoni        | Genoa         | fine prestito  |
| P        | Pasquale Pane          | Akragas       | definitivo     |
| D        | Godfrey Baah Donkor    | Vigasio       | prestito       |
| D        | Juri Gonzi             | AlbinoLeffe   | definitivo     |
| D        | Francesco Lo Bue       | Lecce         | fine prestito  |
| D        | Leonardo Longo         | Inter         | fine prestito  |
| D        | Salvatore Masiello     | -             | fine contratto |
| D        | Manuel Scalise         | -             | fine contratto |
| D        | Edoardo Scrosta        | AlbinoLeffe   | definitivo     |
| D        | Samuele Sereni         | Forlì         | definitivo     |
| D        | Andrea Trainotti       | -             | fine contratto |
| C        | Daniele Dalla Bona     | Santarcangelo | prestito       |
| C        | Andrea Giannarelli     | Pisa          | fine prestito  |
| C        | Riccardo Perpetuini    | -             | fine contratto |
| C        | Giuseppe Ungaro        | Atalanta      | fine prestito  |
| A        | Moreno Beretta         | -             | fine contratto |
| A        | Valerio Anastasi       | Catania       | definitivo     |
| A        | Alessandro De Respinis | Siracusa      | definitivo     |
| A        | Mattia Maggio          | Nöttingen     | definitivo     |
| A        | Matteo Momentè         | Ancona        | definitivo     |
| A        | Falou Ndiaye Samb      | Sampdoria     | fine prestito  |

### Sessione invernale
| Acquisti | Acquisti           | Acquisti   | Acquisti   |
| R.       | Nome               | da         | Modalità   |
| -------- | ------------------ | ---------- | ---------- |
| P        | Alessandro Tonti   | Latina     | definitivo |
| D        | Bambo Diaby        | Sampdoria  | prestito   |
| D        | Daniele Donnarumma | svincolato | definitivo |
| D        | Kévin Vinetot      | Lecce      | prestito   |
| C        | Renny Smith        | Vicenza    | prestito   |
| C        | Andrea Cittadino   | Melfi      | definitivo |
| C        | Cristiano Ciccone  | Messina    | definitivo |
| A        | Abed Haouhache     | Cremonese  | prestito   |
| A        | Felipe Sodinha     | svincolato | definitivo |
| A        | Matteo Guazzo      | Parma      | definitivo |

| Cessioni | Cessioni          | Cessioni   | Cessioni                |
| R.       | Nome              | a          | Modalità                |
| -------- | ----------------- | ---------- | ----------------------- |
| P        | Andrea Errera     | Reggiana   | definitivo              |
| D        | Samuele Romeo     | Melfi      | definitivo              |
| D        | Luca Menini       | San Marino | prestito                |
| D        | Filippo Carini    | Forlì      | definitivo              |
| D        | Dejan Školnik     | -          | risoluzione consensuale |
| C        | Ibrahima Senè     | Entella    | fine prestito           |
| C        | Roberto Zammarini | Pisa       | definitivo              |
| A        | Francesco Ruopolo | Rezzato    | risoluzione consensuale |
| A        | Luca Maccabiti    | Rezzato    | definitivo (a dicembre) |

## Risultati

### Lega Pro - Girone B

#### Girone di andata
| Arbitro: | Dionisi (L'Aquila) |

|          |           |               |
| Samb 90’ | Marcatori | 72’ M. Marchi |

| Mantova 3 settembre 2016, ore 20:30 CEST 2ª giornata | Mantova         | 0 – 0 referto | Venezia | Stadio Danilo Martelli (2.248 spett.)\| Arbitro: \| Boggi (Salerno) \| |
| Arbitro:                                             | Boggi (Salerno) |               |         |                                                                        |

| Arbitro: | Zanonato (Vicenza) |

|                |           |                                    |
| L. Mancuso 69’ | Marcatori | 27’ Caridi 38’ Zammarini 87’ Romeo |

| Arbitro: | Andreini (Forlì) |

|  |           |                         |
|  | Marcatori | 21’ Azzi 79’ Martignago |

| Arbitro: | Tursi (San Giovanni Valdarno) |

|                   |           |  |
| Virdis 81’ (rig.) | Marcatori |  |

| Arbitro: | Paterna (Teramo) |

|            |           |                           |
| Bandini 1’ | Marcatori | 20’ Guerra 88’ Ranellucci |

| Padova 1º ottobre 2016, ore 18:30 CEST 7ª giornata | Padova           | 0 – 0 referto | Mantova | Stadio Euganeo (3.957 spett.)\| Arbitro: \| Proietti (Terni) \| |
| Arbitro:                                           | Proietti (Terni) |               |         |                                                                 |

| Arbitro: | Di Gioia (Nola) |

|                   |           |  |
| Carini 42’ (aut.) | Marcatori |  |

| Arbitro: | Capone (Palermo) |

|               |           |                                            |
| Zammarini 39’ | Marcatori | 50’, 69’ Laurenti 61’ Grandolfo 90’ Fabbro |

| Arbitro: | Balice (Termoli) |

|            |           |  |
| Baraye 37’ | Marcatori |  |

| Arbitro: | Viotti (Tivoli) |

|                          |           |                              |
| Caridi 44’ M. Marchi 90’ | Marcatori | 20’ Nolé 57’ Bovo 68’ Rozzio |

| Arbitro: | Natilla (Molfetta) |

|  |           |               |
|  | Marcatori | 48’ Zammarini |

| Arbitro: | Amabile (Vicenza) |

|  |           |                   |
|  | Marcatori | 83’ (rig.) Masini |

| Arbitro: | Candeo (Este) |

|                                                        |           |               |
| Sereni 6’ Bardelloni 20’ (rig.), 29’ (rig.) Ponsat 63’ | Marcatori | 35’ M. Marchi |

| Arbitro: | Guccini (Albano Laziale) |

|  |           |                                             |
|  | Marcatori | 3’ Valagussa 27’ Candellone 90’ D. Ferretti |

| Arbitro: | Vigile (Cosenza) |

|                                  |           |               |
| M. Marchi 34’, 58’ Zammarini 90’ | Marcatori | 78’ Sirignano |

| Arbitro: | Santoro (Messina) |

|                         |           |  |
| Barbuti 51’ (rig.), 90’ | Marcatori |  |

| Arbitro: | Mastrodonato (Molfetta) |

|                 |           |  |
| Siniscalchi 69’ | Marcatori |  |

| Arbitro: | Carella (Bari) |

|                |           |  |
| Sparacello 87’ | Marcatori |  |

#### Girone di ritorno
| Arbitro: | Zufferli (Udine) |

|                                      |           |                       |
| Caridi 48’, 85’ M. Marchi 90’ (rig.) | Marcatori | 53’ Ricci 83’ Momentè |

| Arbitro: | D'Apice (Arezzo) |

|                                 |           |               |
| Domizzi 9’ Moreo 20’ Modolo 61’ | Marcatori | 17’ M. Marchi |

| Arbitro: | Panarese (Lecce) |

|               |           |          |
| M. Marchi 56’ | Marcatori | 79’ Radi |

| Pordenone 29 gennaio 2017, ore 18:30 CET 23ª giornata | Pordenone       | 0 – 0 referto | Mantova | Stadio Ottavio Bottecchia (1.570 spett.)\| Arbitro: \| Amoroso (Paola) \| |
| Arbitro:                                              | Amoroso (Paola) |               |         |                                                                           |

| Arbitro: | Sozza (Seregno) |

|                    |           |                                    |
| Di Santantonio 56’ | Marcatori | 19’ (aut.) D. Donnarumma 65’ Gonzi |

| Arbitro: | Capraro (Cassino) |

|  |           |            |
|  | Marcatori | 33’ Guazzo |

| Arbitro: | Mei (Pesaro) |

|  |           |              |
|  | Marcatori | 90’ Alfageme |

| Arbitro: | De Tullio (Bari) |

|                                  |           |             |
| Guazzo 17’ Vinetot 69’ Smith 72’ | Marcatori | 80’ Colombi |

| Arbitro: | Massimi (Termoli) |

|              |           |                              |
| Stevanin 87’ | Marcatori | 24’ Guazzo 51’ D. Donnarumma |

| Arbitro: | Proietti (Terni) |

|               |           |                |
| M. Marchi 80’ | Marcatori | 74’ Nocciolini |

| Reggio nell'Emilia 19 marzo 2017, ore 14:45 CET 30ª giornata | Reggiana                   | 0 – 0 referto | Mantova | Mapei Stadium - Città del Tricolore (6.883 spett.)\| Arbitro: \| Robilotta (Sala Consilina) \| |
| Arbitro:                                                     | Robilotta (Sala Consilina) |               |         |                                                                                                |

| Mantova 26 marzo 2017, ore 16:30 CET 31ª giornata | Mantova          | 0 – 0 referto | Teramo | Stadio Danilo Martelli (2.681 spett.)\| Arbitro: \| Ranaldi (Tivoli) \| |
| Arbitro:                                          | Ranaldi (Tivoli) |               |        |                                                                         |

| Arbitro: | Giua (Olbia) |

|               |           |            |
| Germinale 59’ | Marcatori | 74’ Caridi |

| Arbitro: | Volpi (Arezzo) |

|                    |           |            |
| Sodinha 62’ (rig.) | Marcatori | 47’ Conson |

| Arbitro: | Marchetti (Ostia Lido) |

|                                    |           |                              |
| Ferri 49’ Valagussa 61’ Zanchi 75’ | Marcatori | 2’ Vinetot 90’ (rig.) Guazzo |

| Arbitro: | Balice (Termoli) |

|            |           |                               |
| Adorni 84’ | Marcatori | 33’ Regoli 63’ (rig.) Sodinha |

| Arbitro: | Maggioni (Lecco) |

|            |           |                           |
| Regoli 14’ | Marcatori | 8’ (rig.) Bacio Terracino |

| Arbitro: | Valiante (Salerno) |

|                      |           |  |
| Nolé 12’ Giorico 80’ | Marcatori |  |

| Arbitro: | Raciti (Acireale) |

|                                          |           |            |
| Regoli 19’ Di Santantonio 25’ Caridi 51’ | Marcatori | 5’ Gliozzi |

### Coppa Italia Lega Pro
| Mantova 7 agosto 2016, ore 17:30 CEST 1ª giornata | Mantova              | 0 – 0 referto | Santarcangelo | Danilo Martelli\| Arbitro: \| Meraviglia (Pistoia) \| |
| Arbitro:                                          | Meraviglia (Pistoia) |               |               |                                                       |

| Arbitro: | N. Marini (Trieste) |

|               |           |  |
| Pederzoli 54’ | Marcatori |  |

## Statistiche

### Statistiche di squadra
| Competizione        | Punti | In casa | In casa | In casa | In casa | In casa | In casa | In trasferta | In trasferta | In trasferta | In trasferta | In trasferta | In trasferta | Totale | Totale | Totale | Totale | Totale | Totale | DR  |
| Competizione        | Punti | G       | V       | N       | P       | Gf      | Gs      | G            | V            | N            | P            | Gf           | Gs           | G      | V      | N      | P      | Gf     | Gs     | DR  |
| ------------------- | ----- | ------- | ------- | ------- | ------- | ------- | ------- | ------------ | ------------ | ------------ | ------------ | ------------ | ------------ | ------ | ------ | ------ | ------ | ------ | ------ | --- |
| Lega Pro - Girone B | 41    | 19      | 5       | 6       | 8       | 22      | 27      | 19           | 5            | 5            | 9            | 15           | 23           | 38     | 10     | 11     | 17     | 37     | 50     | -13 |
| Coppa Italia        | 1     | 1       | 0       | 1       | 0       | 0       | 0       | 1            | 0            | 0            | 1            | 0            | 1            | 2      | 0      | 1      | 1      | 0      | 1      | -1  |
| Totale              | 42    | 20      | 5       | 7       | 8       | 22      | 27      | 20           | 5            | 5            | 10           | 15           | 24           | 40     | 10     | 12     | 18     | 37     | 51     | -14 |

### Andamento in campionato
| Giornata  | 1 | 2  | 3 | 4  | 5  | 6  | 7  | 8  | 9  | 10 | 11 | 12 | 13 | 14 | 15 | 16 | 17 | 18 | 19 | 20 | 21 | 22 | 23 | 24 | 25 | 26 | 27 | 28 | 29 | 30 | 31 | 32 | 33 | 34 | 35 | 36 | 37 | 38 |
| --------- | - | -- | - | -- | -- | -- | -- | -- | -- | -- | -- | -- | -- | -- | -- | -- | -- | -- | -- | -- | -- | -- | -- | -- | -- | -- | -- | -- | -- | -- | -- | -- | -- | -- | -- | -- | -- | -- |
| Luogo     | T | C  | T | C  | T  | C  | T  | T  | C  | T  | C  | T  | C  | T  | C  | C  | T  | C  | T  | C  | T  | C  | T  | C  | T  | C  | C  | T  | C  | T  | C  | T  | C  | T  | T  | C  | T  | C  |
| Risultato | N | N  | V | P  | P  | P  | N  | P  | P  | P  | P  | V  | P  | P  | P  | V  | P  | V  | P  | V  | P  | N  | N  | P  | V  | P  | V  | V  | N  | N  | N  | N  | N  | P  | V  | N  | P  | V  |
| Posizione | 8 | 13 | 7 | 10 | 13 | 14 | 14 | 17 | 18 | 19 | 19 | 19 | 19 | 19 | 20 | 19 | 19 | 17 | 20 | 18 | 19 | 19 | 19 | 19 | 17 | 18 | 16 | 16 | 14 | 14 | 15 | 15 | 16 | 16 | 15 | 15 | 15 | 15 |

Fonte:  Lega Pro Girone B 2016/2017, su calcio.com.
Legenda:

Luogo: C = Casa; T = Trasferta. Risultato: V = Vittoria; N = Pareggio; P = Sconfitta.

### Statistiche dei giocatori
In corsivo in giocatori ceduti a stagione in corso.
| Giocatore           | Lega Pro | Lega Pro | Lega Pro    | Lega Pro   | Coppa Italia Lega Pro | Coppa Italia Lega Pro | Coppa Italia Lega Pro | Coppa Italia Lega Pro | Totale   | Totale | Totale      | Totale     |
| Giocatore           | Presenze | Reti     | Ammonizioni | Espulsioni | Presenze              | Reti                  | Ammonizioni           | Espulsioni            | Presenze | Reti   | Ammonizioni | Espulsioni |
| ------------------- | -------- | -------- | ----------- | ---------- | --------------------- | --------------------- | --------------------- | --------------------- | -------- | ------ | ----------- | ---------- |
| F. Bonato           | 22       | -32      | 1           | 0          | 1                     | 0                     | 0                     | 0                     | 23       | -32    | 1           | 0          |
| A. Bandini          | 26       | 1        | 3           | 0          | 2                     | 0                     | 0                     | 0                     | 28       | 1      | 3           | 0          |
| S. Romeo            | 11       | 1        | 1           | 0          | -                     | -                     | -                     | -                     | 11       | 1      | 1           | 0          |
| D. Donnarumma       | 17       | 1        | 3           | 0          | -                     | -                     | -                     | -                     | 17       | 1      | 3           | 0          |
| D. Školnik          | 3        | 0        | 0           | 0          | -                     | -                     | -                     | -                     | 3        | 0      | 0           | 0          |
| L. Menini           | -        | -        | -           | -          | 2                     | 0                     | 0                     | 0                     | 2        | 0      | 0           | 0          |
| B. Diaby            | 7        | 0        | 1           | 0          | -                     | -                     | -                     | -                     | 7        | 0      | 1           | 0          |
| F. Carini           | 19       | 0        | 5           | 0          | 1                     | 0                     | 0                     | 0                     | 20       | 0      | 5           | 0          |
| A. Haouhache        | 2        | 0        | 1           | 0          | -                     | -                     | -                     | -                     | 2        | 0      | 1           | 0          |
| R. Zammarini        | 20       | 4        | 4           | 0          | 2                     | 0                     | 1                     | 0                     | 22       | 4      | 5           | 0          |
| A. Cittadino        | 10       | 0        | 0           | 0          | -                     | -                     | -                     | -                     | 10       | 0      | 0           | 0          |
| S. Raggio Garibaldi | 34       | 0        | 5           | 0          | 2                     | 0                     | 0                     | 0                     | 36       | 0      | 5           | 0          |
| M. Marchi           | 28       | 9        | 4           | 1          | 2                     | 0                     | 0                     | 0                     | 30       | 9      | 4           | 1          |
| G. Caridi           | 32       | 6        | 7           | 1          | 2                     | 0                     | 0                     | 0                     | 34       | 6      | 7           | 1          |
| P. Tripoli          | 14       | 0        | 1           | 0          | -                     | -                     | -                     | -                     | 14       | 0      | 1           | 0          |
| L. Maniero          | 3        | -5       | 1           | 0          | 1                     | -1                    | 0                     | 0                     | 4        | -6     | 1           | 0          |
| F. Giacomi          | -        | -        | -           | -          | 2                     | 0                     | 0                     | 0                     | 2        | 0      | 0           | 0          |
| L. Maccabiti        | 5        | 0        | 1           | 1          | 2                     | 0                     | 0                     | 0                     | 7        | 0      | 1           | 1          |
| R. Smith            | 13       | 1        | 1           | 0          | -                     | -                     | -                     | -                     | 13       | 1      | 1           | 0          |
| G. Baah Donkor      | -        | -        | -           | -          | 1                     | 0                     | 0                     | 0                     | 1        | 0      | 0           | 0          |
| K. Vinetot          | 15       | 2        | 2           | 0          | -                     | -                     | -                     | -                     | 15       | 2      | 2           | 0          |
| A. Salifu           | 28       | 0        | 3           | 0          | -                     | -                     | -                     | -                     | 28       | 0      | 3           | 0          |
| A. Siniscalchi      | 31       | 1        | 5           | 1          | 2                     | 0                     | 0                     | 0                     | 33       | 1      | 5           | 1          |
| I. Senè             | 2        | 0        | 1           | 0          | 2                     | 0                     | 2                     | 0                     | 4        | 0      | 3           | 0          |
| F. Boniperti        | 10       | 0        | 0           | 0          | 1                     | 0                     | 1                     | 0                     | 11       | 0      | 1           | 0          |
| J. Pablo Gargiulo   | 15       | 0        | 4           | 0          | -                     | -                     | -                     | -                     | 15       | 0      | 4           | 0          |
| A. Boccalari        | 5        | 0        | 1           | 0          | -                     | -                     | -                     | -                     | 5        | 0      | 1           | 0          |
| A. Errera           | 0        | 0        | 0           | 0          | 0                     | 0                     | 0                     | 0                     | 0        | 0      | 0           | 0          |
| A. Tonti            | 13       | -13      | 3           | 0          | -                     | -                     | -                     | -                     | 13       | -13    | 3           | 0          |
| A. Cristini         | 32       | 0        | 3           | 1          | -                     | -                     | -                     | -                     | 32       | 0      | 3           | 1          |
| P. Regoli           | 36       | 3        | 4           | 1          | -                     | -                     | -                     | -                     | 36       | 3      | 4           | 1          |
| N. Rigon            | -        | -        | -           | -          | 1                     | 0                     | 0                     | 0                     | 1        | 0      | 0           | 0          |
| R. Laplace          | 4        | 0        | 0           | 0          | -                     | -                     | -                     | -                     | 4        | 0      | 0           | 0          |
| E. Di Santantonio   | 33       | 2        | 6           | 0          | -                     | -                     | -                     | -                     | 33       | 2      | 6           | 0          |
| M. Cavalli          | -        | -        | -           | -          | 0                     | 0                     | 0                     | 0                     | 0        | 0      | 0           | 0          |
| F. Ruopolo          | 15       | 0        | 0           | 0          | 1                     | 0                     | 0                     | 0                     | 16       | 0      | 0           | 0          |
| F. Sodinha          | 9        | 2        | 0           | 0          | -                     | -                     | -                     | -                     | 9        | 2      | 0           | 0          |
| M. Guazzo           | 11       | 4        | 1           | 0          | -                     | -                     | -                     | -                     | 11       | 4      | 1           | 0          |
| C. Ciccone          | 0        | 0        | 0           | 0          | -                     | -                     | -                     | -                     | 0        | 0      | 0           | 0          |